# Црква Мадлен у Паризу
Црква Мадлен (француски, L'église Sainte-Marie-Madeleine; мање формално, само La Madeleine) је католичка црква у 8. париском арондисману. Црква Мадлен је првобитно требало да буде изграђена као католичка црква, али је зграда била недовршена као резултат револуције. Наполеон је завршио изградњу зграде као споменика посвећене његовој војсци, али је након рестаурације претворен у католичку цркву која носи име Свете Марије Магдалене. На југу се налази Трг Конкорд, на истоку је Трг Вандом, а на западу црква Светог Августина.

## Историја
Место овог здања, са средиштем на крају улице Ројал, видљиво између Габријелових хотела близанаца на Тргу Конкорд, захтевало је одговарајући монументални завршетак од времена када је тај трг основан 1755. године, као Трг Луј XV. Насеље око локалитета звало се Ville l'Évêque. Локалитет у предграђу је припојен граду Паризу 1722.
Два погрешна старта су направљена у изградњи цркве на овом месту. Размишљало се о реконструкцији старије цркве посвећене Марији Магдалени. Први пројекат, наручен 1757. године, са изградњом започетом краљевим церемонијалним постављањем камена темељца, 3. априла 1763. године, заустављен је 1764. године; тај први дизајн, Пјера Контана д'Иврија, заснован је на каснобарокној цркви Палате инвалида Жила Ардена Мансара, са куполом изнад латинског крста. Године 1777. Контан д'Иври је умро и заменио га је његов ученик Гијом-Мартен Кутур, који је одлучио да почне изнова, разоривши недовршену конструкцију, скраћујући наос и заснивајући свој нови, централизованији дизајн базиран на римском Пантеону. На почетку Револуције 1789. године, међутим, били су завршени само темељи и велики портико; хор бивше цркве је срушен 1797. године, али су радови прекинути док је тињала дебата о томе којој сврси би коначна зграда могла да служи у револуционарној Француској: предложени су библиотека, јавна плесна дворана и пијаца. У међувремену, Народна скупштина је била смештена у Палати Бурбон иза фронта са колонадом који је био инспирисан завршеним портиком на другом крају некадашње улице Ројал.
Након погубљења Луја XVI, 1793, његово тело је одмах превезено у стару цркву Мадлен (срушену 1799), пошто је закон на снази забранио сахрану његових посмртних остатака поред посмртних остатака његовог оца, дофена Луја, у Сенсу.
Дана 21. јануара 1815. посмртни остаци Луја XVI и Марије Антоанете поново су сахрањени у базилици Сен Дени где је 1816. године његовом брату, краљу Лују XVIII, подигнут погребни споменик скулптора Едме Гола
Године 1806. Наполеон је донео одлуку да подигне споменик, Temple de la Gloire de la Grande Armée („Храм у славу Велике армије“); након детаљног конкурса са бројним пријавама и жирија који је одлучио за дизајн архитекте Клода Етјена де Бомона (1757–1811), цар је ипак наручио Пјера-Александра Вињона (1763–1828) да изгради свој дизајн на античком храму. Тадашњи темељи су сравњени, очувани су стојећи стубови, а радови су почели изнова. Са завршетком Тријумфалне капије Карусел 1808. године, првобитна комеморативна улога храма је смањена.
Након пада Наполеона, уз католичку реакцију током Бурбонске рестаурације, краљ Луј XVIII је одредио да се грађевина користи као црква, посвећена Марији Магдалени. Вињон је умро 1828. пре него што је завршио пројекат и заменио га је Жак-Мари Иве. Нови конкурс је расписан 1828-29, да се одреди дизајн скулптура за забат, Последњи суд, на коме Света Марија Магдалина клечи у молитви за грешнике; победио је Филип Жозеф Анри Лемер. Јулска монархија је поново осветила споменик покајања за Револуцију као споменик националног помирења, а наос је засвођен 1831. године. Године 1837. накратко је предложено да се зграда најбоље користи као железничка станица, али је зграда коначно освећена као црква 1842. године.
Сахрана Шопена у цркви Мадлен у Паризу одложена је скоро две недеље, до 30. октобра 1849. године. Шопен је тражио да се отпева Моцартов Реквијем. Реквијем је имао главне улоге за женске гласове, али црква Мадлен никада није дозвољавала певачице у свом хору. Црква је коначно попустила, под условом да певачице остану иза црне баршунасте завесе.
Током Париске комуне 1871. године, парох цркве, опат Дегери је био један од оних које је Комуна ухапсила и држала као таоце. Погубљен је заједно са Жоржом Дарбојем, надбискупом Париза и још четири таоца 24. маја, док су трупе француске владе поново заузимале град.

## Архитектура
Мадлен је изграђена у неокласичном стилу и инспирисана је много мањим храмом Maison carrée у Ниму, једним од најбоље очуваних римских храмова. То је једна од најранијих великих неокласичних зграда која имитира цео спољашњи облик римског храма, а не само предњи део портика. Његова педесет и два коринтска стуба, сваки висок 20 м, су око целе зграде. Скулптура Страшног суда на забату је дело Филипа Жозефа Анри Лемера, а на бронзаним вратима цркве налазе се рељефи који представљају Десет заповести димензија 108 x 43 m.
У унутрашњости, црква има један брод са три куполе над широким засвођеним увалама, раскошно позлаћеним у декору инспирисаном колико римским термама, тако и ренесансним уметницима. У задњем делу цркве, изнад главног олтара, стоји статуа Карла Марокетија која приказује Свету Марију Магдалену коју подижу анђели, што евоцира предање о екстази у коју је унела у своју свакодневну молитву док је била у изолацији. Полукуполу изнад олтара фрескописао је Жил-Клод Зиглер, под насловом Историја хришћанства, приказујући кључне личности хришћанске религије са – знак датума Другог царства – Наполеоном који заузима централну сцену.

## Данас
Мадлен је парохијска црква Париске надбискупије; свакодневно се служе мисе и друге верске службе, а и сахране и венчања. У подруму цркве (улаз са стране цветне пијаце) налази се Фоаје цркве Мадлен. Типичан за разне фоајее које воде верске и грађанске групе широм Француске, ту је и ресторан у коме се, уз годишњу претплату, може ручати испод засвођених плафона уз француски оброк од три јела који служе волонтери за номиналну цену. После вечере можете попити кафу у салону на другом крају фоајеа која је једна од најјефтинијих еспреса у Паризу. Зидове Фоајеа често украшавају локални уметници.

## Оргуље и оргуљаши
У цркви се налазе прослављене оргуље, које је саградио Аристид Каваје-Кол 1845. Обновио их је Каваје-Колов наследник Шарл Мутен 1927. године, који је такође проширио клавијатуре на 56 дирки. Тонске модификације су извршене 1957, 1971. и 1988. године. Функцију титуларног оргуљаша годинама су имали многи велики оргуљаши и композитори.

## Галерија
- Екстеријер
- Мадлен 1890-их
- Колонада
- Са Трга Конкорд

- Ентеријер
- Наос са фреском Жила-Клода Циглера Историја хришћанства на којој је истакнути Наполеон
- Олтар са статуом Марије Магдалене
- Једна од купола
- Крштење Христово Франсоа Рудеа

- Детаљи
- Педимент који приказује последњи суд
- Бронзане двери на тему Десет заповести
- Натан се суочава са Давидом, бронзани барељеф на вратима цркве
- Свети Јероним